# Frolov Ridge
Frolov Ridge är en bergstopp i Antarktis. Den ligger i Östantarktis. Nya Zeeland gör anspråk på området. Toppen på Frolov Ridge är 819 meter över havet.
Terrängen runt Frolov Ridge är varierad, och sluttar brant västerut.  Trakten är obefolkad. Det finns inga samhällen i närheten.